# 陳克羿
陳克羿（1999年10月27日—），為台灣棒球選手，守備位置為投手，目前效力於中華職棒樂天桃猿。

## 生平
出生於臺南市，小學時是田徑選手，到了國中才開始打棒球，高中就讀南英商工，並成為隊上的主力投手之一，曾在2018年的高中棒球聯賽中面對中道中學的比賽中完投9局，並未讓對手得分，拿下完封勝。
2018年，報名參加中華職棒選秀會，被Lamigo桃猿隊以第5輪第20順位選中，因而開啟職棒生涯，最終以簽約金新台幣180萬元、月薪5萬元及20萬元的合約加盟。
進入職棒後，陳克羿一直都在二軍出賽，由於棒球生涯起步較晚，高中時才以投手為主，因此控球和球速都未能達到理想的成績，自2019年至2021年在二軍的成績防禦率年年都破5，相當不理想。
2022年，教練團有意將其培養為先發投手，希望可以撐起球隊的先發輪值，加上季中樂天桃猿隊從富邦悍將隊交易來楊彬，藉此讓陳克羿和楊彬兩人成為年輕的本土先發投手，而終於在10月22日迎來一軍初登板，面對味全龍隊於9局上投0.1局無失分；10月25日首次在一軍擔任先發投手，面對富邦悍將隊投3.1局被打出3支安打失3分，承擔敗戰投手。
2023年4月18日，對戰中信兄弟隊擔任先發投手，主投7局無失分，拿下職棒生涯在一軍的首場勝投，終場也拿下單場MVP，然而，他在接受賽後記者的訪問時，透露因長期在二軍沒有太出色的成績，一度在2021年季末即將遭到釋出，最後是因為教練團的挽留才得以繼續打球。7月，入選明星賽，以為年底舉辦的亞洲職棒冠軍爭霸賽做準備；另外在戰技挑戰賽的部分，在「全方位打擊王」的比賽項目中，陳克羿也遞補因傷退出的台鋼雄鷹隊投手伍祐城。11月，入選亞冠賽，對戰澳洲隊主投7局無失分，但兩隊以0:0平手，不過最終中職聯隊仍然獲得勝利。
2024年，由於前一季的好表現，獲得球團獲得加薪至月薪16萬元，調幅達220%。不過在5月的三場出賽中，皆因控球不理想而投出多次保送；其中在5月31日對戰台鋼雄鷹隊的比賽中更在4局內投出8次四壞球保送，因此該場比賽結束後隨即下到二軍，直到8月才再次回到一軍。並在8月21日對戰味全龍隊先發投7局無失分，拿下該季首勝。

## 投球特點
其擅長球種為曲球、滑球和指叉球，但較常用的屬曲球和滑球，其中曲球的轉速可達3000轉，滑球可投縱向及橫向滑球，利用巧妙的控球及球種的變化性，即使其不是速球派的投手，也能使對手容易被變化球引誘而做出不佳的攻擊。

## 職棒生涯成績
| 年度 | 球隊     | 出賽 | 先發 | 勝投 | 敗投 | 中繼 | 救援 | 完投 | 完封 | 三振 | 四壞 | 責失 | 投球局數 | 自責分率 | 被上壘率 |
| ---- | -------- | ---- | ---- | ---- | ---- | ---- | ---- | ---- | ---- | ---- | ---- | ---- | -------- | -------- | -------- |
| 2022 | 樂天桃猿 | 2    | 1    | 0    | 1    | 0    | 0    | 0    | 0    | 0    | 2    | 3    | 3.2      | 7.36     | 1.36     |
| 2023 | 樂天桃猿 | 16   | 16   | 6    | 5    | 0    | 0    | 0    | 0    | 48   | 33   | 43   | 84.0     | 4.61     | 1.40     |
| 2024 | 樂天桃猿 | 11   | 9    | 2    | 7    | 0    | 0    | 0    | 0    | 30   | 34   | 27   | 55.1     | 4.39     | 1.66     |
| 合計 | 3年      | 29   | 26   | 8    | 13   | 0    | 0    | 0    | 0    | 78   | 69   | 73   | 143.0    | 4.59     | 1.50     |

## 外部連結
- 陳克羿在台灣棒球維基館上的頁面（繁體中文）
- 陳克羿在中華職棒官網
- 陳克羿在Baseball-Reference.com（小聯盟以及海外聯盟）（英语）